# Yttre Storberget
Yttre Storberget är ett naturreservat i Bodens kommun i Norrbottens län.
Området är naturskyddat sedan 2009 och är 2 kvadratkilometer stort. Reservatet omfattar de högre delarna av berget med detta namn och dess sluttningar i söder och öster mot varsin tjärn. Reservatet består av tallskogar och lövrika barrblandskogar.  